# Саммут, Франс
Франс Саммут (мальт. Frans Sammut; 19 ноября 1945 — 4 мая 2011) — мальтийский писатель.

## Жизнь
Франс Саммут родился на Мальте в городе Зеббудж. Окончил Зеббуджскую начальную школу, колледж св. Алоизия, педагогический колледж св. Михаила, Мальтийский университет (степень бакалавра, диплом по теологии, степень магистра педагогики) и университет Перуджи (диплом по обучению итальянскому языку за границей).

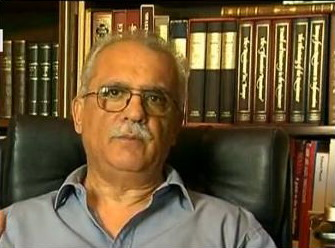
Франс Саммут, 2010

Впервые Саммут получил признание в конце 1960-х, когда он принял участие в основании «Движения литературного возрождения» (Moviment Qawmien Letterarju). Позднее работал секретарем в Академии мальтийского языка.
Завершил свою карьеру в области образования в должности руководителя школы, хотя с 1996 по 1998 год работал консультантом по культуре при премьер-министре Мальты. Был женат на Кэтрин Какья, имел двух сыновей — Марка и Жан-Пьера.

## Произведения
Саммут опубликовал многочисленные произведения, включая такие бестселлеры, как роман «Клетка», который стал основой для вышедшего в 1971 году фильма режиссёра Марио Аццопарди, роман «Самурай», получивший награду «Rothmans Prize», роман «Пачивиль», получивший правительственную медаль «За заслуги в области литературы», а также роман «Мальтийская мечта», о котором литературный критик Норберт Эллул-Винценти написал: «в мальтийской литературе нет ничего равного ему по значимости». Бывший премьер-министр и драматург Альфред Сант считал данный роман шедевром Саммута, а британский автор и поэт Марджори Боултон назвала его «колоссальным произведением».

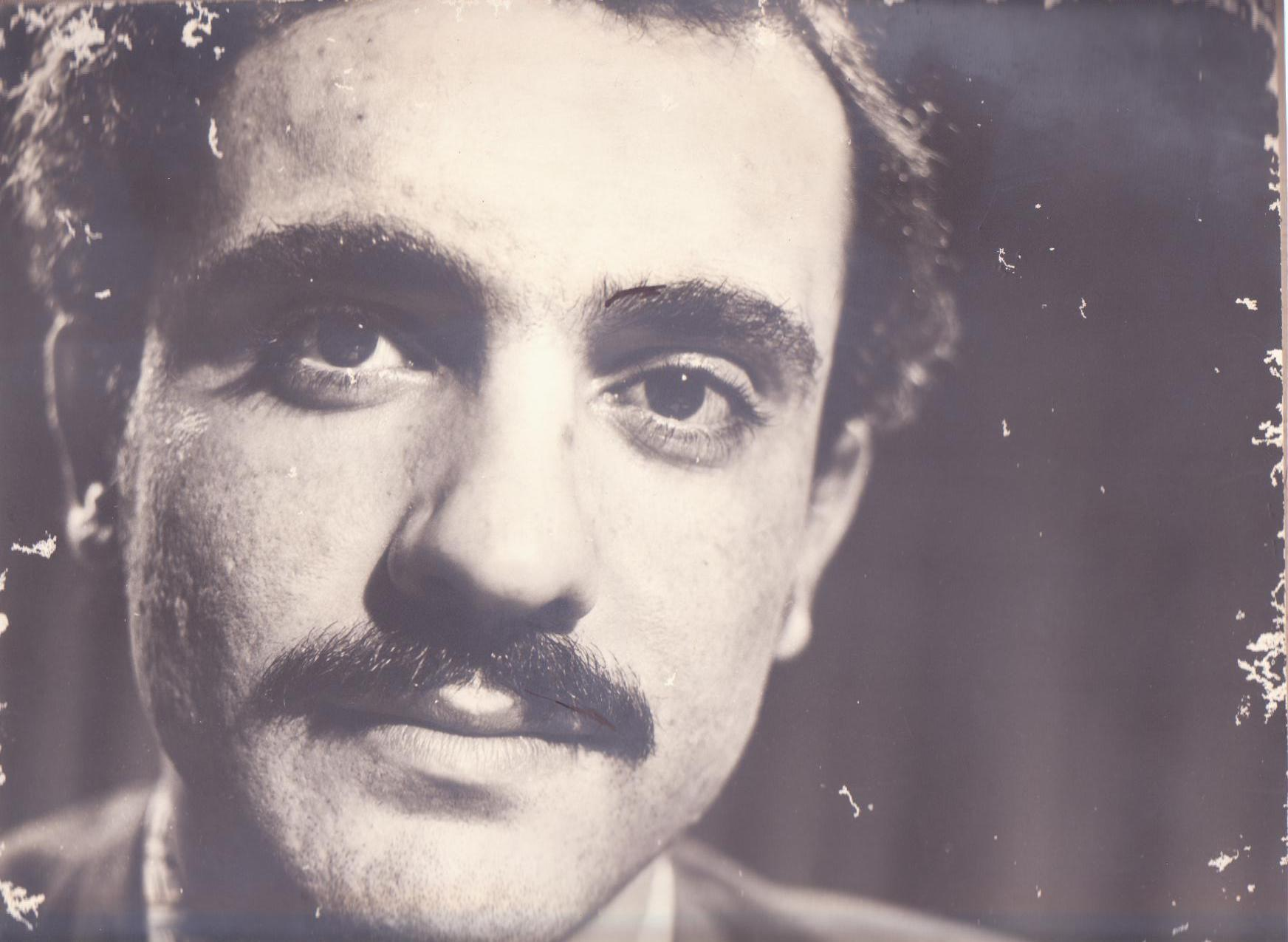
Франс Саммут, 1970

Саммут также опубликовал сборники рассказов «Лабиринт», «Времена года» и «Истории нашего времени».
В число его научных произведений входят: «Французская революция: история и значение»; «Бонапарт на Мальте», перевод которого на французский язык под названием «Bonaparte à Malte» был опубликован в 2008 году; «О „Коде да Винчи“» (2006), двуязычный комментарий о международном бестселлере на английском и мальтийском языках. Он также редактировал «Lexicon» Микиэля Антона Вассалли, считающегося[кем?] отцом мальтийского языка. Выполненный Саммутом перевод работы Вассалли «Мальтийские аксиомы, афоризмы и пословицы» был опубликован в 2006 году под названием «Ghajdun il-Ghaqal, Kliem il-Gherf u Qwiel Maltin».
В 2007 году перевод его «Мальтийской мечты» под названием «La Malta Revo» представил Мальту в собрании классических литературных произведений на языке эсперанто, опубликованном нью-йоркским издательством «Mondial Books». В 2008 году роман Саммута «Клетка» был опубликован в пятый раз. В 2009 году Саммут представил новую революционную интерпретацию поэмы Пьетру Кахаро «Xidew il-qada» (также известной под названием «Il Kantilena»), являющейся старейшим письменным документом на мальтийском языке.

## Последние слова
Знаменитыми последними словами Саммута были: «Моя жена и я должны были отправиться в Иерусалим, но, похоже, планы поменялись. Я отправляюсь в Небесный Иерусалим».
Бывший ректор Мальтийского университета, профессор философии и передовой мальтийский мыслитель Серрачино Инглотт так отреагировал на эти слова: «Я понял, что иногда слезы и смех взаимозаменяемы».

## Произведения
- Labirint u Stejjer Oħra [Лабиринт и другие рассказы] (рассказы) 1968
- Il-Gaġġa [Клетка] 5 изданий (роман) 1971 — по мотивом данного романа в 1971 году режиссёром Марио Филипом Аццопарди (Mario Philip Azzopardi) был снял фильм «Gaġġa» [Клетка]
- Logħba Bejn Erbgħa [Игра Четырех] (повесть) 1972
- Samuraj [Самурай] 3 издания (роман) 1975
- Fedra ["Федра" (фр. Phèdre) — Жана Расина] 1978
- Il-Qtil fi Sqaq il-Ħorr [Убийство в Аллее Честности] (повесть) 1979
- Il-Proċess Vassalli [Суд Вассалли] (пьеса) 1980
- Il-Mixja tal-Ħaddiem lejn il-Ħelsien [Марш работника к свободе] (политический анализ) 1982
- Ir-Rivoluzzjoni Franċiża: il-Ġrajja u t-Tifsira [Французская революция: история и значение] (история) 1989
- Paceville [Пачивиль] (роман) 1991
- Letteratura [Литература] (литературная критика) 1992
- Il-Ħolma Maltija [Мальтийская мечта] (роман) 1994, переведен на язык эсперанто под названием «La Malta Revo», издан в Нью-Йорке в 2007 году. Второе издание оригинала — 2012 г.[12]
- Bonaparti f’Malta [Бонапарт на Мальте] (история) 1997, переведен на французский язык под названием «Bonaparte à Malte», 2008
- Newbiet [Времена года] (рассказы) 1998 (Иллюстрации: Джованни Казелли)
- Ħrejjef Żminijietna [Истории нашего времени] (рассказы) 2000 (Иллюстрации: Джованни Казелли)
- Dun Ġorġ: Il-Bniedem tal-Poplu [Отец Жорж: человек простых людей] (работа на тему истории и религии) 2001
- Ġrajjet Ħaż-Żebbuġ [История Хаз-Зеббуга] (история) (перевод с оригинала Дуна Сальва Чиаппара (Dun Salv Ciappara) 2001
- Lexicon (автор — Микиэль Антон Вассалли (Mikiel Anton Vassalli)) 2002
- Għala Le għall-UE [Почему следует сказать «Нет» ЕС] (политический анализ) 2003
- Ħarsa mill-qrib lejn ħajjet San Filep u l-Kult tiegħu [Внимательный взгляд на Св. Филиппа: его жизнь и преданность ему](работа на тему истории и религии) 2004
- On The Da Vinci Code/Dwar The Da Vinci Code [О «Коде да Винчи»] (литературная критика) 2006
- Għajdun il-Għaqal, Kliem il-Għerf u Qwiel Maltin [Мальтийские аксиомы, афоризмы и пословицы] (перевод с оригинала Микиеля Антона Вассалли (Mikiel Anton Vassalli) 2006
- Alfred Sant: Il-Viżjoni għall-Bidla [Альфред Сант: видение перемен[13]] (политический анализ) 2008
- Введение в словарь барона Винченцо Ацопарди (Baron Vincenzo Azopardi), в котором он анализирует поэму «Cantilena» Кахаро (Caxaro) (литературная критика, лингвистика) 2009